# Sebae
Sebae (세배) ist eine rituelle Verbeugung vor den Eltern oder Großeltern zu Seollal (설날), dem koreanischen Neujahrsfest.

## Ablauf
Das Ritual der Verbeugung unterscheidet sich etwas bei männlichen und weiblichen Personen. Beide stehen vor den auf dem Boden sitzenden Personen, vor denen sie sich verbeugen wollen. Die weibliche Person legt vor ihrem Bauch, etwas unterhalb des Bauchnabels, die rechte Hand über die linke, die männliche Person in umgekehrter Reihenfolge. Danach führt die weibliche Person ihre Hände nach unten seitlich zum Körper, kniet nieder und sitzt. Anschließend werden die Hände schulterbreit vor dem Körper zum Boden geführt und der Rücken dabei gebeugt. Dabei blickt sie nach unten, wobei der Kopf, Nacken und Oberkörper eine Linie bildet. Zeitgleich hebt die männliche Person seine übereinander liegenden Hände bis zur Brusthöhe. Während er auf den Boden kniend nieder geht, werden die Hände in unveränderten Haltung vorne auf den Boden gelegt und der Kopf so gesenkt, dass die Stirn, den Handrücken der linken Hand berührt.
Nach der Verbeugung richtet sich die weiblich Person auf, ohne mit den Händen weiterhin den Boden zu berühren. Die Arme bleiben neben dem Körper gesenkt. Zeitgleich richtet sich die männliche Person auf. Die Hände weiterhin übereinander gelegt, werden sie im Abstand vom Körper wieder in Brusthöhe geführt, um danach wieder nach unten gesenkt zu werden und etwas unterhalb des Bauchnabels zu ruhen.
Für die weibliche Person gibt es noch eine zweite Verbeugungsvariante, bei der sie mit den Beinen kreuzend in eine hockende Position geht und die Hände bei der Verneigung übereinander liegend etwas unterhalb der Stirn gehalten werden. Nach dem Aufrichten verbleiben die Hände ebenfalls wir bei der männlichen Person etwas unterhalb des Bauchnabels.
Beide wünschen den älteren Personen, die vor ihnen auf dem Boden sitzend warten, ein glückliches neues Jahr und ein langes gesundes Leben. Danach gehen beide zu den älteren Personen, knien sich vor ihnen auf dem Boden und empfangen von den älteren Personen gute Wünsche für ihr weiteres Leben und als Dank, Sebaedon (세뱃돈), ein kleines Geldgeschenk.